# Сентър (окръг, Пенсилвания)
Окръг Сентър (на английски: Centre County) е окръг в щата Пенсилвания, Съединени американски щати. Площта му е 2880 km², а населението - 162 660 души (2017). Административен център е град Белфонт.